# Retablo mayor de la parroquia de San Francisco de Asís (Santa Cruz de Tenerife)
El Retablo mayor de la parroquia de San Francisco de Asís es el retablo principal de la citada parroquia de San Francisco de Asís, segunda iglesia más importante de Santa Cruz de Tenerife (España), tras la iglesia matriz de la Concepción. Situado en el presbiterio y de estilo barroco, se trata de uno de los retablos más importantes de Canarias. Está dedicado a la Inmaculada Concepción y tiene unas dimensiones de ocho metros de ancho por once de alto. Se desconocen sus autores. 

## Descripción e historia
El retablo está trabajado con madera de barbusano y destaca por la riqueza y variedad de la decoración. La traza es de un solo cuerpo con tres calles que contienen sus respectivas hornacinas, y un muy desarrollado ático.

### Templete
En el pasado fue aún más espectacular, dado que delante del retablo existió hasta finales del siglo XIX una gran manifestador de plata repujada del siglo XVIII, similar al de otras iglesias tinerfeñas. De esta obra artística, sólo ha sobrevivido la puerta del sagrario, magnífico trabajo en el que se presenta el Arca de la alianza bajo querubines. Al haber desaparecido este manifestador, en 1916 se compró el actual templete neobarroco para cubrir la parte baja central del retablo. Fue adquirido por la cantidad de 5.000 pesetas al taller valenciano "Justo Burillo", y consta básicamente de cuatro columnas salomónicas (con racimos de vid en las torsiones del fuste), que sustentan una cúpula cuyo remate, un águila de alas desplegadas, no se coloca puesto que tapa parcialmente la hornacina central.

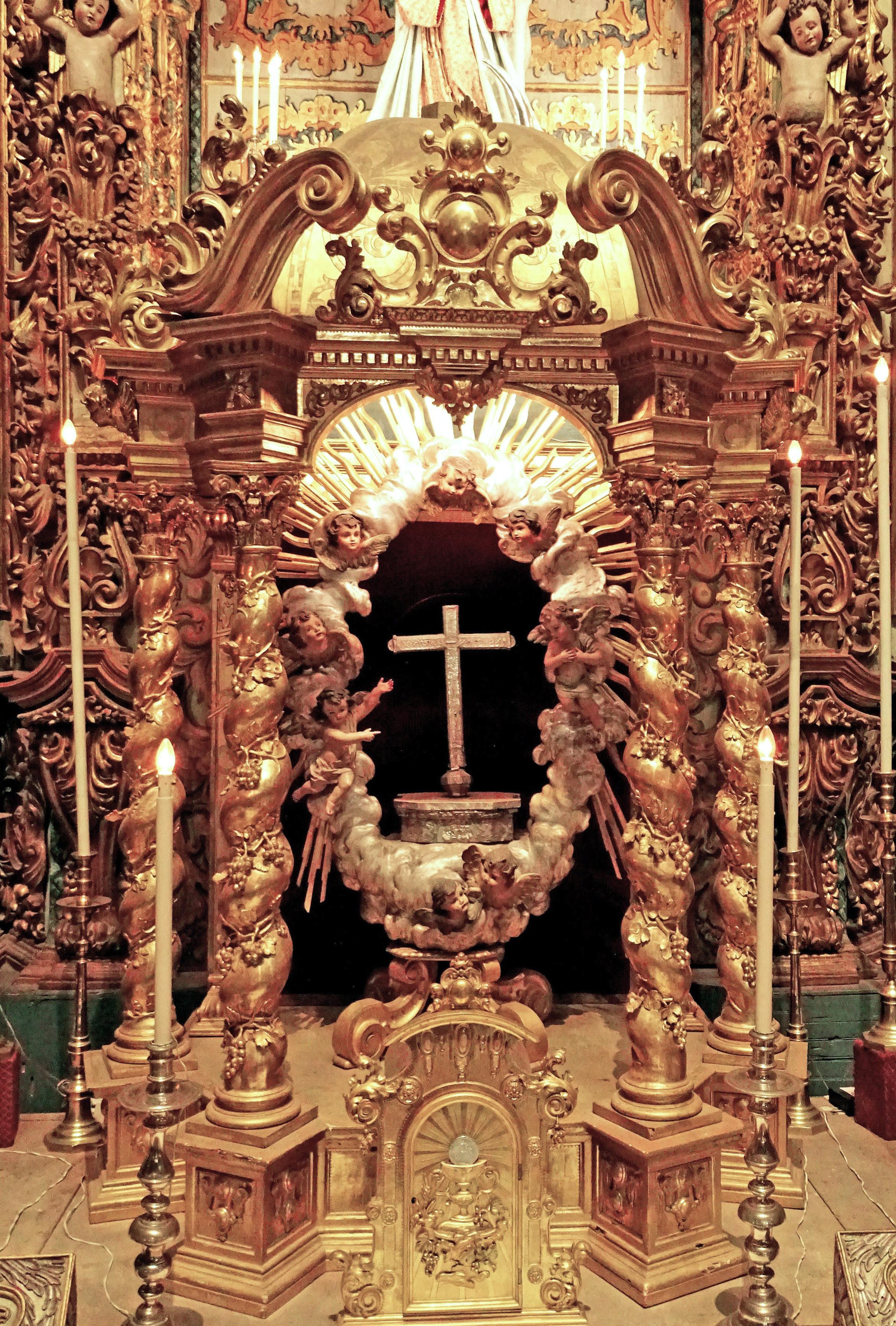
Templete neobarroco (1916), taller Justo Burillo, Valencia

### Parte baja o predela
En las partes bajas del retablo o predela, a los lados del templete, aparecen cuatro tarjas o espejos circulares rodeadas de motivos vegetales, con atributos inmaculistas (fuente, torre, estrella y escalera). Flanqueando a estos, en los dos extremos del retablo, otros dos espejos polilobulados e idénticos, con un símbolo de un clavo rodeado por una S, que representa la esclavitud (esclavo en latín es "Sclavus", es decir, S + clavo; durante siglos, se llegó a tatuar este símbolo en la cara de personas esclavizadas para evitar su fuga). En el caso que nos ocupa, no está claro su significado concreto: puede representar desde una "esclavitud" (un tipo de hermandad surgidas a partir del siglo XVII) que pudo haber financiado la construcción del retablo, o también la orden religiosa de los Servitas, conocidos como Siervos de María, usándose así la acepción de "esclavo" como "servidor" (en latín, esclavo también se puede traducir como "servus").

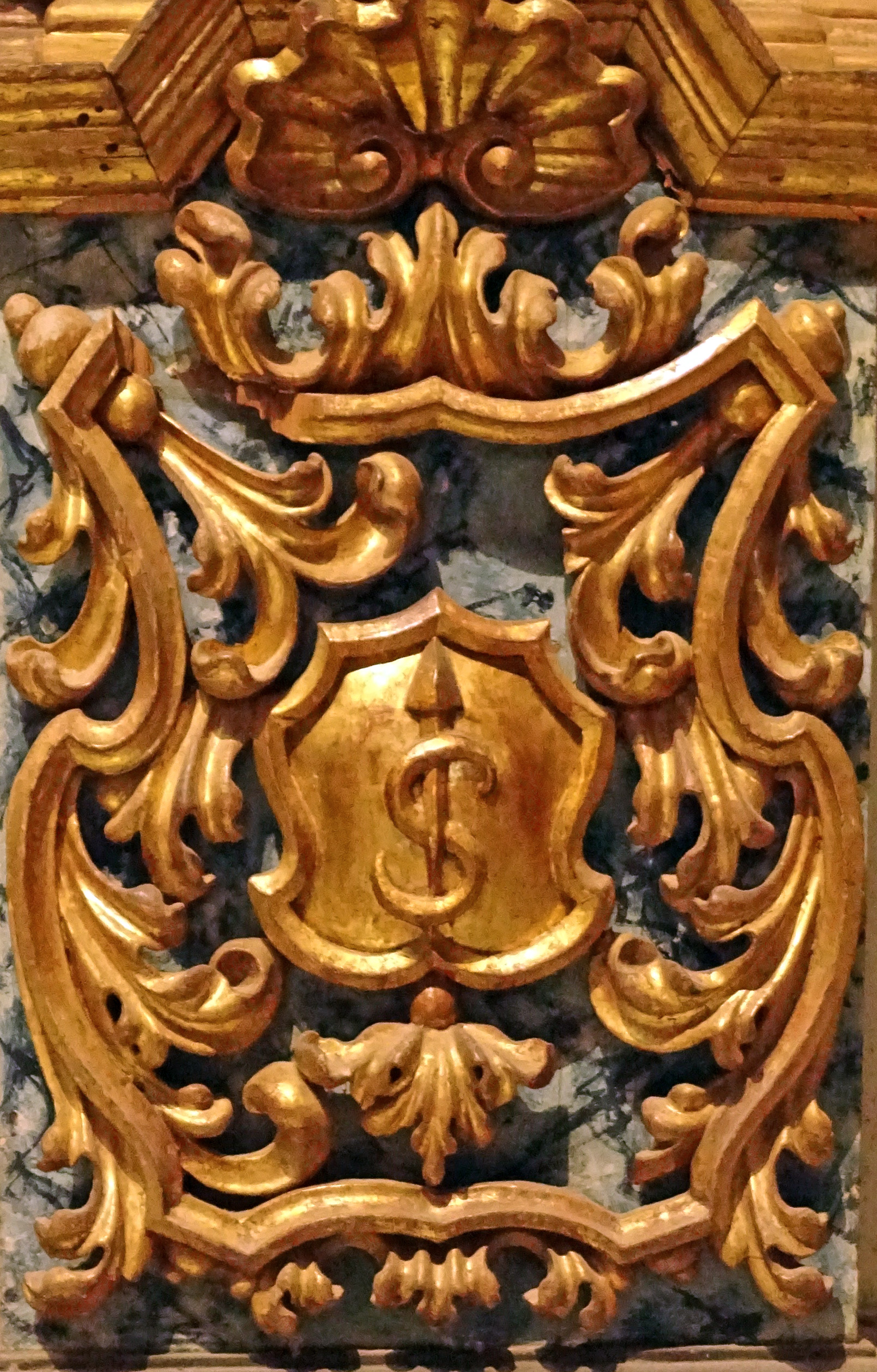
Espejo con el símbolo de la escavitud (clavo y S)
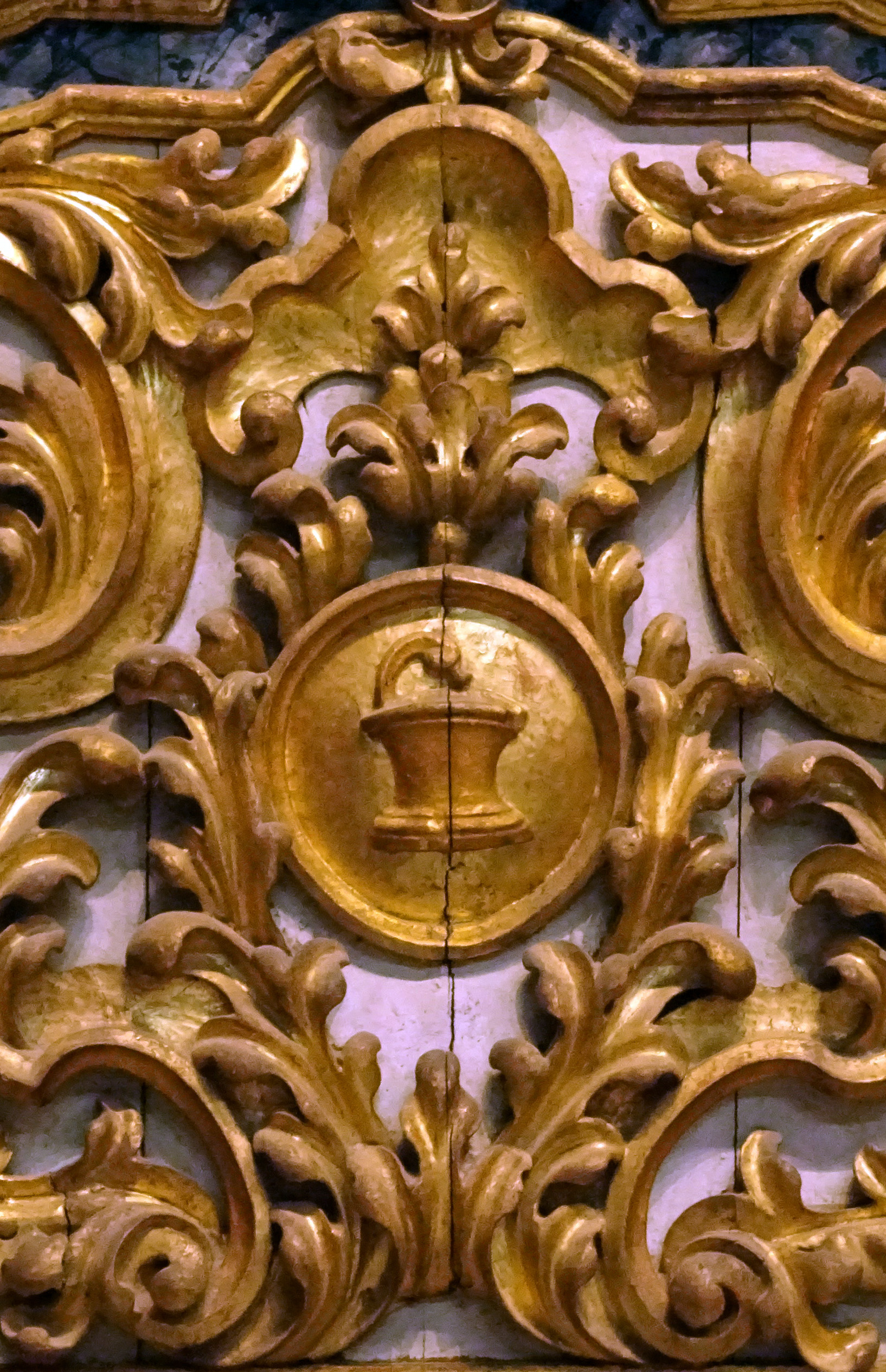
Espejo con el símbolo inmaculista de la fuente

### Parte central de las hornacinas
Por encima de la predela, las tres calles se limitan con cuatro espléndidas columnas salomónicas de idéntica factura que las del retablo mayor de la parroquia matriz de la Concepción en la misma ciudad. Esto lleva a pensar que los autores de uno y otro retablo, anónimos actualmente, podrían ser los mismos dado que hay otras similitudes estilísticas y, además, coincidencia de fechas. Probablemente se trata de un taller de clara influencia andaluza, incluso formado por andaluces trasladados a Canarias, lo que era habitual tanto para trabajar aquí, como por hacer parada de camino a América. Del que nos ocupa, se sabe que su construcción estaba muy avanzada en el trienio de 1727-1730, no así su dorado, que se terminó medio siglo más tarde. La calle central, mucho más ancha que las laterales, facilita un gran desarrollo de la hornacina principal, rematada por un arco trilobulado que rebasa el entablamento. Esta hornacina, en forma de gran camarín (cuyas paredes interiores están también muy ornamentadas) está flanqueada por unos espléndidos estípites a modo de jambas que incorporan un magnífico ángel telamón de delicada compostura, que aúpa con sus manos el capitel. Las hornacinas laterales, mucho más pequeñas, siguen el mismo esquema que la central pero de forma más simple: remate con arco trilobulado y estípites similares pero con los ángeles en actitud frontal, más rígidos y brazos caídos. Además, coronando estas dos hornacinas, hay dos bellos espejos o tarjas, cada uno con el emblema de las dos órdenes mendicantes: dominicos y franciscanos. 

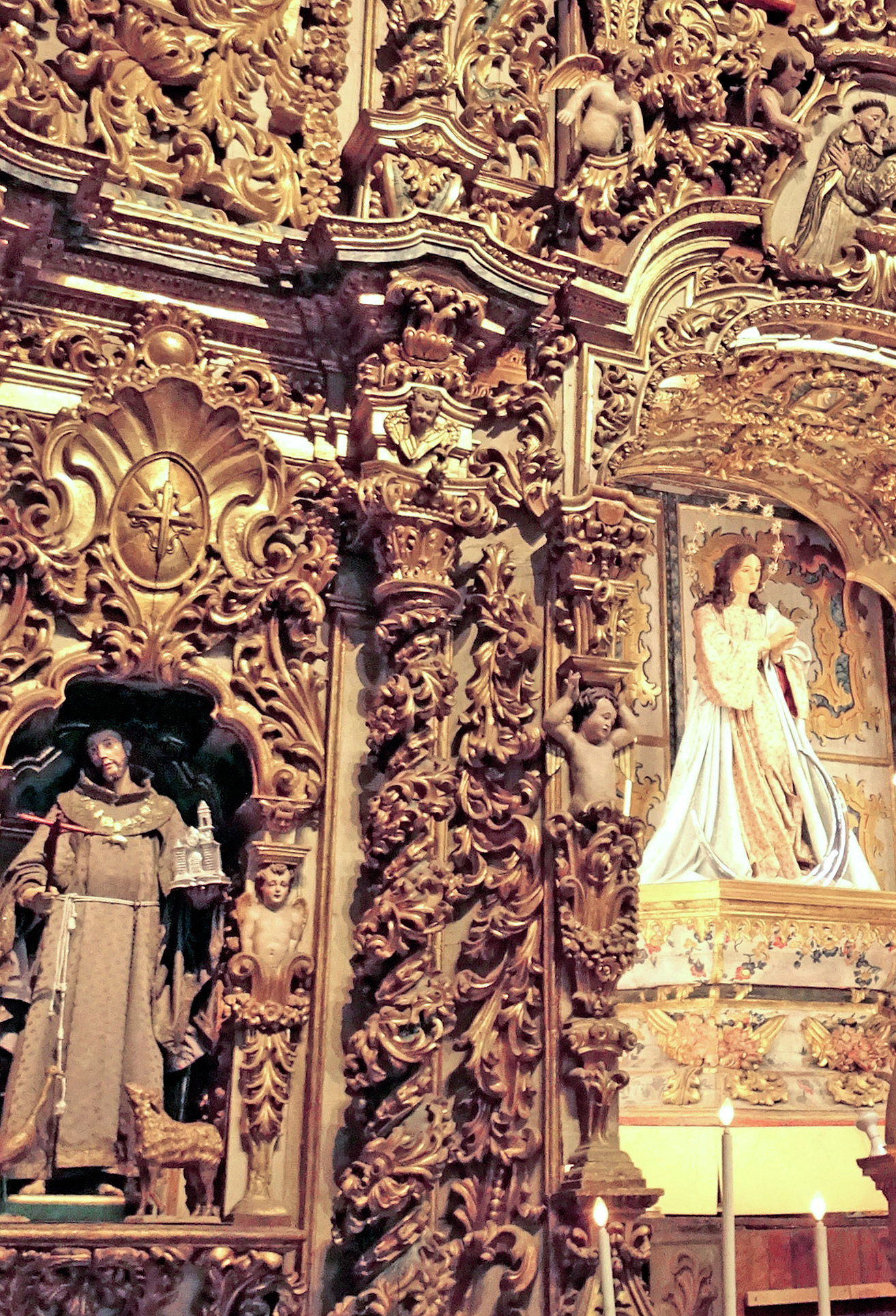
Columna salomónica y estípite con telemón
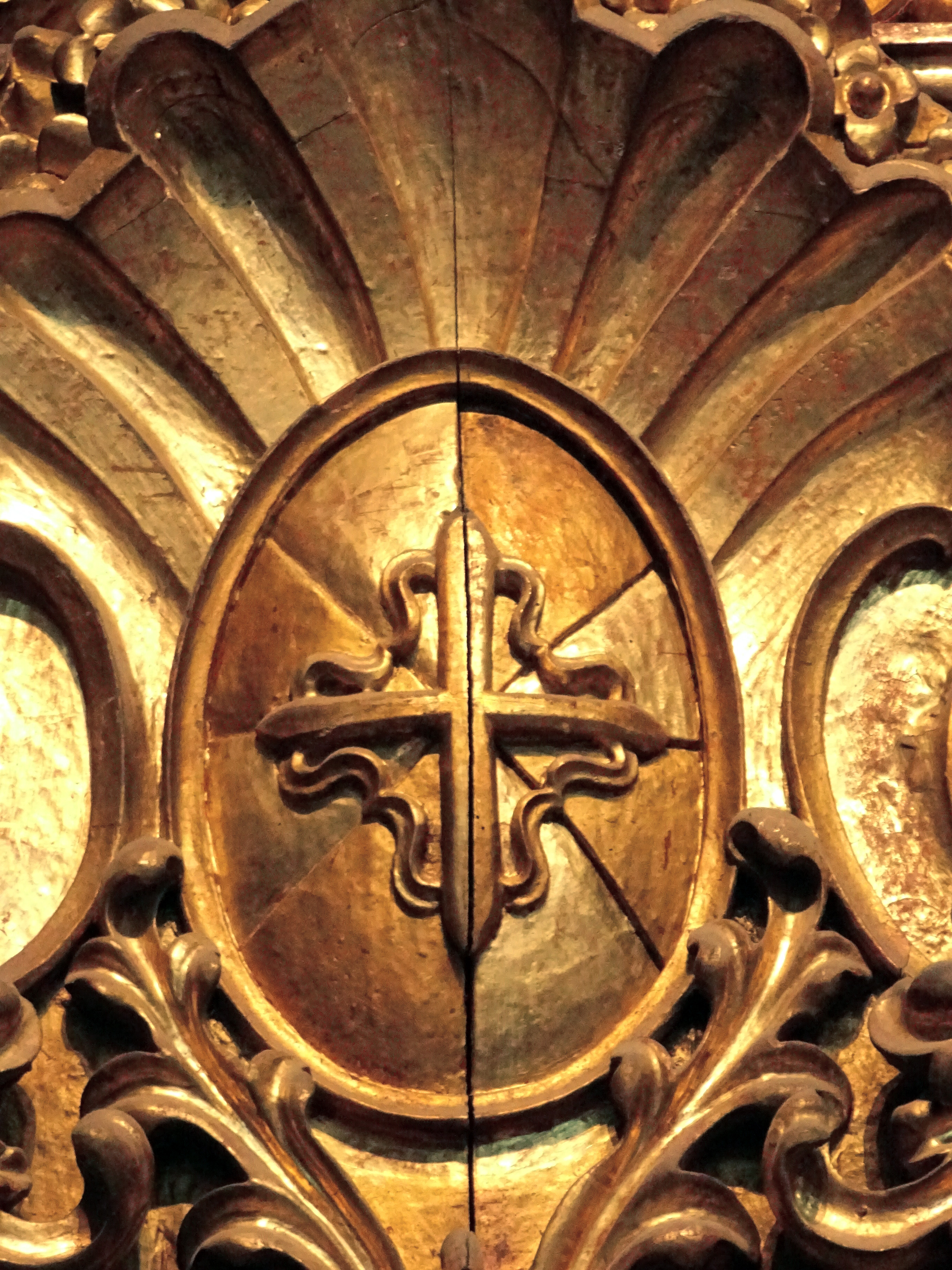
Emblema dominico que corona el nicho de Santa Clara

### Las tres imágenes
La actual Inmaculada Concepción del nicho central debió sustituir a la original, ya que es una talla en madera de 1886, realizada por los hermanos Francisco y Nicolás Perdigón, herederos de la tradición imaginera orotavense al ser discípulos de Fernando Estévez. Es de las escasas imágenes que ambos escultores realizaron conjuntamente, antes de que Francisco se trasladara a vivir a Cuba. Flanqueando a ésta, se nos presenta la bellísima imagen de San Francisco de Asís, actual titular de la parroquia. Se trata de una imagen de vestir de depurada talla y gran expresividad remitida desde La Habana aproximadamente en 1772. Porta en sus manos un crucifijo réplica del Cristo de La Laguna, y va acompañado de dos animales, en referencia al amor de este santo por todos los seres vivos. En el otro lado, Santa Clara de Asís, cofundadora de la orden franciscana junto a su mentor San Francisco. Se trata de una imagen de vestir que repite un modelo muy establecido en Canarias: suavidad en el rostro, y como atributos, una custodia y el báculo de abadesa. Este modelo es de influencia andaluza, aunque la imagen debe pertenecer a algún taller canario del siglo XVIII. Se sabe que su presencia en el antiguo convento es anterior a 1775.

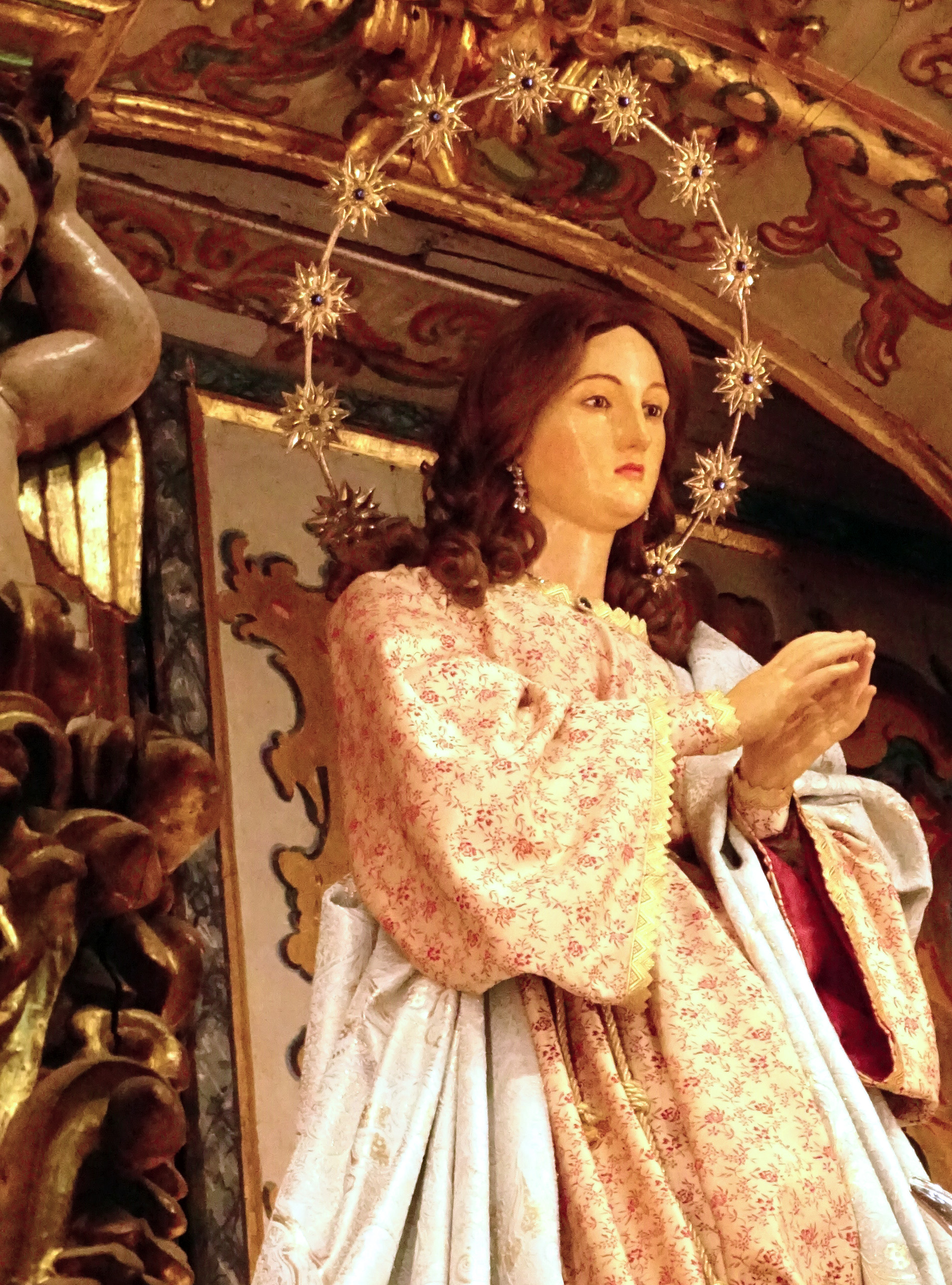
Inmaculada Concepción. Hermanos Nicolás y Francisco Perdigón, La Orotava (1886)
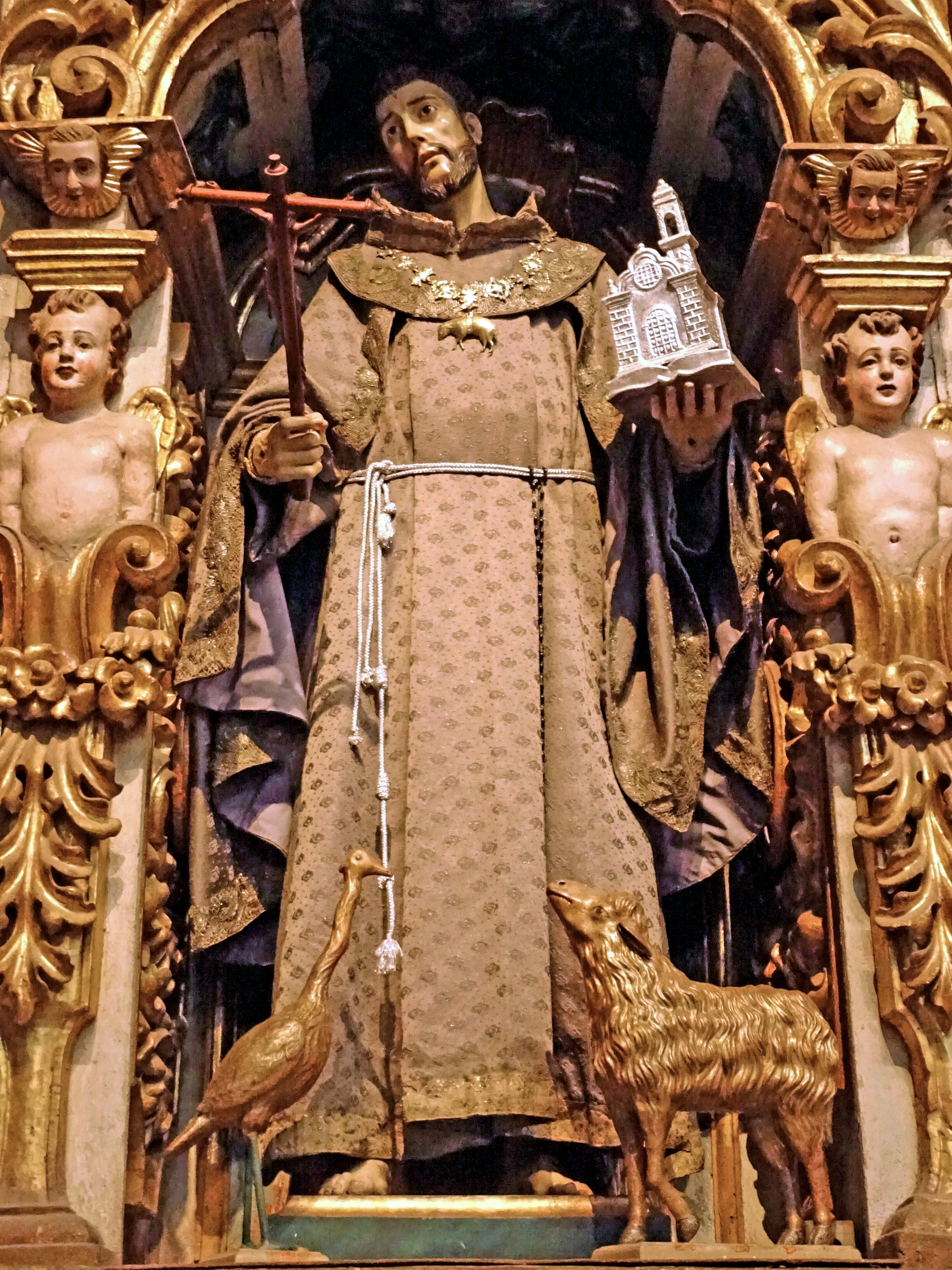
San Francisco de Asís. Taller cubano, siglo XVII
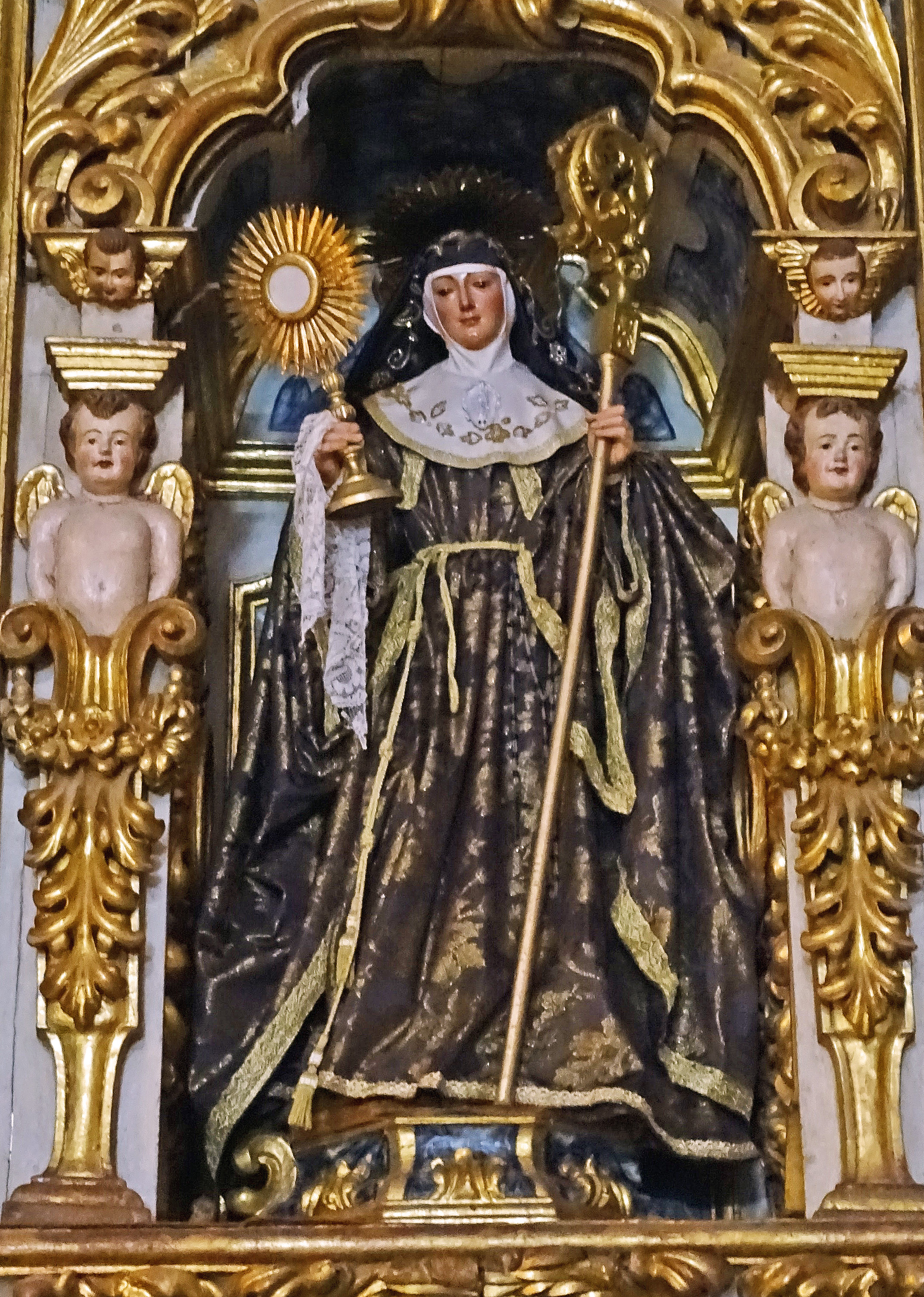
Santa Clara de Asís. Taller canario, siglo XVII

### Parte superior o ático
Estípites (esta vez sin telamón) hay también en el ático junto con columnas salomónicas, repitiendo el esquema de la parte inferior. Es en el ático donde se desarrolla el retablo en todo su esplendor. Hay por doquier elementos vegetales tallados entremezclados con ángeles de una enorme variedad de formas: de cuerpo entero (de pie, sentados tocando violines), de medio cuerpo, cabezas aladas, etc. Pero quizás la mayor peculiaridad de este ático, incluso del retablo en su conjunto, son los cinco grandes relieves a modo de medallones. Empezando por el que está sobre el camarín de la Virgen, donde se nos presenta El abrazo de Santo Domingo y San Francisco, en figuras de tres tercios. Esta temática, junto a los emblemas de ambas órdenes sobre los nichos laterales, demuestran el interés de los promotores del retablo por demostrar una buena relación entre  Más arriba, enmarcado en un espacio trilobulado, aparece el medallón principal con el tema de La Anunciación. El remate de esta calle central y del retablo está formado por una rica decoración vegetal de forma triangular, en cuyo interior aparece otro medallón más pequeño de La Soledad coronada por dos ángeles. Por último, en las calles laterales están otros dos grandes medallones enmarcados con ricas molduras, uno de San José con el Niño y otro de San Antonio de Padua, que aparece también con el Niño. Estos tres últimos medallones son un recuerdo directo a las advocaciones de la antigua ermita que se les cedió a los franciscanos 1676 para la fundación del convento, cuya advocación era a la Virgen de la Soledad, pero también estaba dedicada a San José y San Antonio, por lo que los frailes, cuando construyen el retablo medio siglo más tarde de la cesión, quieren así homenajear al antiguo templo primigenio. 

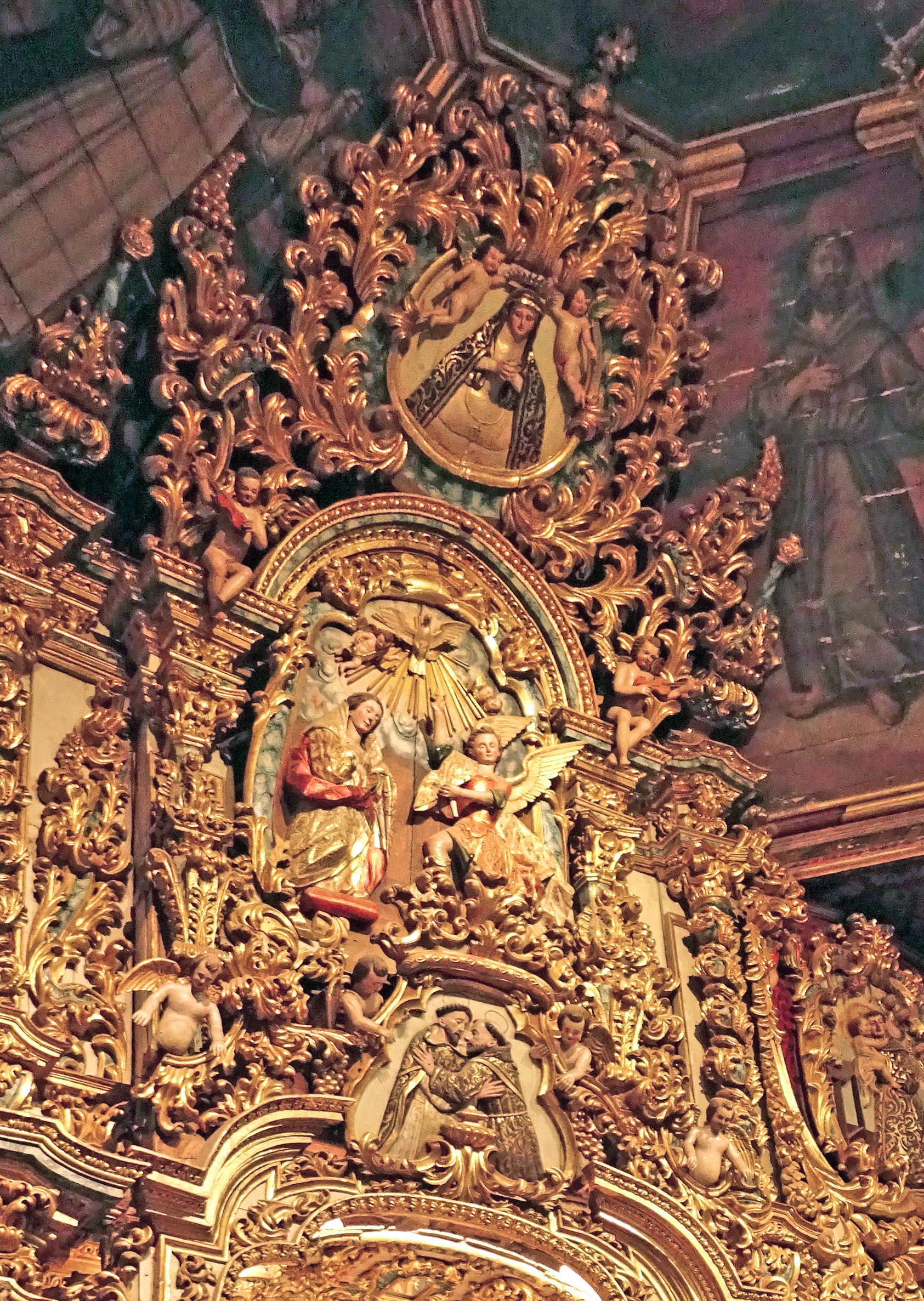
Medallones de La Soledad, La Anunciación y El abrazo de Santa Domingo y San Francisco
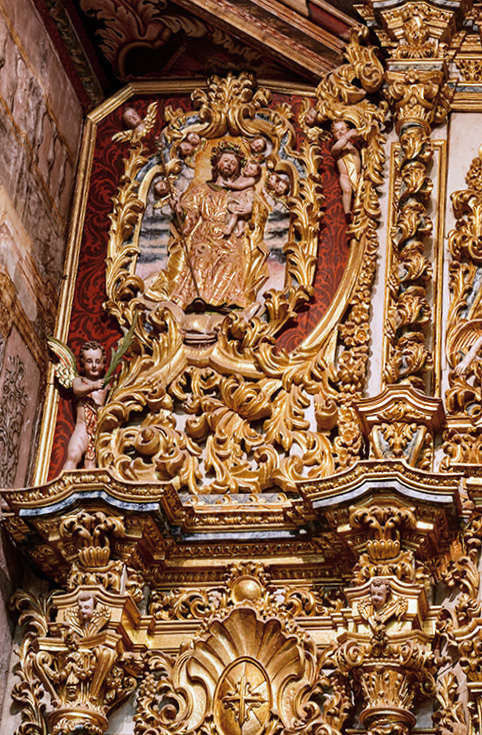
Medallón de San José con el Niño
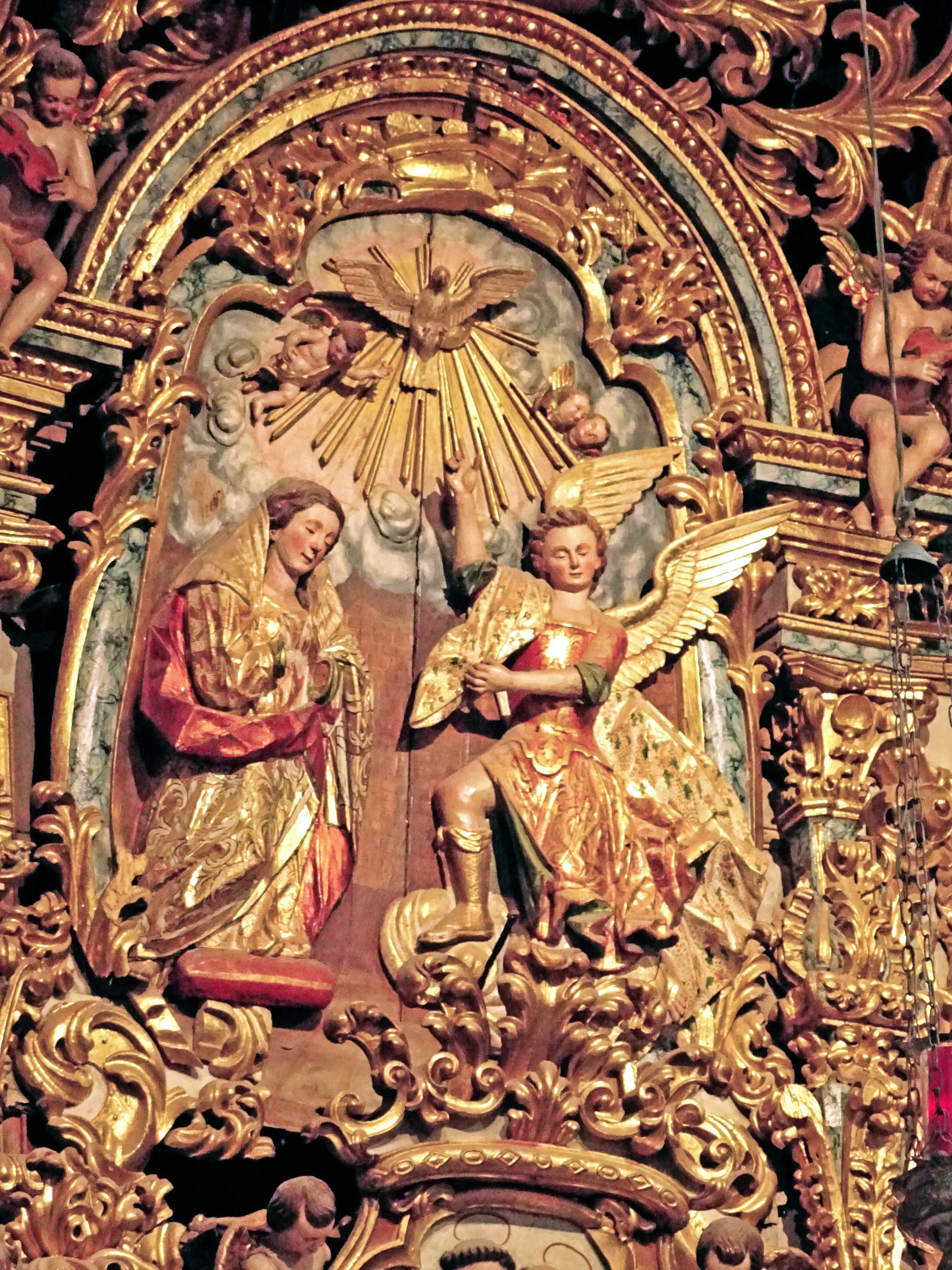
Detalle de La Anunciación flanqueada por ángeles tocando violines
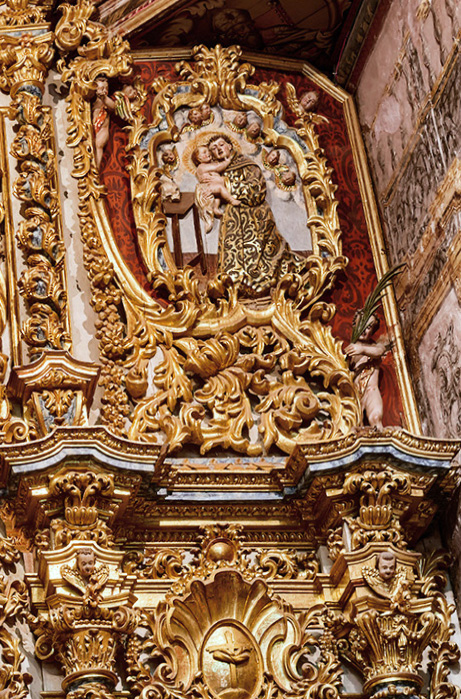
Medallón de San Antonio de Padua

## Importancia
- "La composición del retablo es admirable (...) señala el movimiento cumbre del arte barroco en Canarias" (Sebastián Padrón Acosta, 1944)[5]

- "(...) el retablo mayor (...) otra de las más bellas obras que nos legara el barroco canario" (Alfonso Trujillo Rodríguez, 1977)[6]

- "El retablo mayor (...) es no sólo el más encomiado de todo Santa Cruz, sino también uno de los más espléndidos de las islas" (Jesús Hernández Perera, 1995)[7]

- "Es uno de los más bellos del segundo barroco canario y el más sobresaliente de Santa Cruz" (Domingo Martínez de la Peña, 2018)[8]

Si por un lado el Señor de las Tribulaciones es el más importante elemento patrimonial a nivel devocional de este templo, este retablo lo es en el panorama artístico, ya que hay práctica unanimidad de que se trata de uno de los mejores retablos de Canarias. Hay cuatro retablos en Santa Cruz de Tenerife que son peculiares a nivel de estas islas, y están presentes en las dos parroquias principales de la ciudad (la matriz de la Concepción y ésta): los dos retablos mayores, el de la Virgen del Carmen (en la Concepción) y el de San José (también en San Francisco). Su peculiaridad es que aúnan columnas salomónicas y estípites, demostración de un barroquismo exacerbado. Los estípites aparecen en Canarias a finales del siglo XVII  y, precisamente, estos cuatro retablos son referencias del importante cambio que supuso en la retablística canaria el paso de la columna salomónica al estípite, elemento éste que triunfó apabullantemente en los dos últimos tercios del siglo XVIII. Estos cuatro retablos, a modo de transición, conjugan ambos tipos de columnas, lo que les da una extraordinaria peculiaridad pero, además, en este retablo mayor tanto las salomónicas como los estípites son tremendamente labrados y originales. Por último, este es un retablo donde proliferan importantes medallones así como otros elementos singulares del rococó de clara filiación andaluza, coincidiendo con aportaciones que por esa misma época llevaba a cabo en Sevilla el escultor Pedro Duque Cornejo, por ejemplo en la Iglesia de Nuestra Señora de la Consolación (Umbrete). En consecuencia, a diferencia de otros campos artísticos (arquitectónicos, pictóricos, escultóricos...), cuyas novedades llegaban a Canarias con relativo retraso respecto a los principales centros de difusión de la península, este retablo está totalmente conectado con su época, aumentando así su relevancia.